# Eugeniusz Tudzież
Eugeniusz Tudzież (ur. 30 marca 1973 w Rybniku) – polski żużlowiec.

## Życiorys

### Kariera sportowa
Licencję żużlową zdobył w 1990 r. w barwach klubu ROW Rybnik, który reprezentował do 1995 r. oraz w latach 1998–2000. Oprócz tego jeździł w Polonii Bydgoszcz (1996), WTS Wrocław (1997), ŻKS Krosno (2001) oraz Śląsku Świętochłowice (2002). W 1990 r. zdobył srebrny medal drużynowych mistrzostw Polski, dwukrotnie (Toruń 1990, Rybnik 1993) zdobył brązowe medale młodzieżowych mistrzostw Polski par klubowych, natomiast w 1996 r. w Gnieźnie zdobył tytuł mistrza Polski par klubowych. Dwukrotnie uczestniczył w finałach turniejów o "Srebrny Kask" (Machowa 1993 – V m., Gorzów Wielkopolski 1997 – XII m.).

### Życie prywatne
Jest kuzynem Jerzego Dudka.